# Pamela Leiva
Pamela Angeline Leiva Farías (Puente Alto, 17 de septiembre de 1982) es una actriz y comediante chilena, que obtuvo popularidad tras participar en el reality show 1810 de Canal 13.

## Carrera
Estudió Técnico Jurídico y trabajó en el Segundo Juzgado del Crimen de Puente Alto.
Comenzó en la televisión en 2009 tras participar en el reality show 1810 de Canal 13, donde protagonizó diferentes enfrentamientos con Angélica Sepúlveda, quien se burló en reiteradas ocasiones de su aspecto físico. 
Luego de su paso por ese programa, Pamela llega al Stand up paulatinamente mostrando su hilarante rutina a diferentes públicos con gran éxito. Su primer papel acreditado fue en la película de suspenso de 2012 Apio Verde. En 2016, apareció en la película de comedia Argentino QL.
En 2018 participó en el bloque madrugatón de la Teletón, donde realizó una rutina de humor sobre su cuerpo después de la cirugía bariátrica, su matrimonio fallido y su paso por el reality.
Se presentó con gran éxito y obteniendo el peak de sintonía de la segunda noche del LI Festival del Huaso de Olmué el 17 de enero de 2020, con una rutina en donde habló de la contingencia del país con una serie de divertidas anécdotas.
El 19 de febrero de 2023, se presentó en la edición 62 del Festival de Viña del Mar, la misma noche en la que actuaron las cantantes Karol G y Paloma Mami. Su rutina humorística tuvo un gran recibimiento y estuvo concentrada en chistes de sus vivencias familiares, la pandemia y su experiencia al tener obesidad mórbida durante su juventud. El público le otorgó la gaviota de plata y de oro.

## Vida personal
En 2017, contrajo matrimonio con Carlos Segura. Un año más tarde, su entonces esposo le pidió la separación, quedando ella a cargo de pagar el crédito de la boda.
Actualmente pololea con un brasileño.

## Filmografía
| Año  | Título                      | Rol                  | Nota                     |
| ---- | --------------------------- | -------------------- | ------------------------ |
| 2009 | 1810                        | Participante         | Reality show             |
| 2018 | Teletón                     | Ella misma           | Rutina de Stand Up       |
| 2020 | Festival del Huaso de Olmué | Ella Misma           | Rutina de Stand Up       |
| 2022 | Paola y Miguelito: la serie | Profesora Maritza    | Serie de TV; 1 episodio  |
| 2023 | Festival de Viña del Mar    | Ella misma           | Rutina de Stand Up       |
| 2023 | El Club                     | Ella misma/Animadora | Programa de TV, Canal 13 |

| Año  | Título       | Rol           | Nota                 |
| ---- | ------------ | ------------- | -------------------- |
| 2013 | Apio verde   | Vestuarista 1 | Película de suspenso |
| 2016 | Argentino QL | Mujer 2       | Película de comedia  |

## Premios
- 2023: Copihue de Oro categoría Reina Pop[9]